# Isabella Augusta Gregory

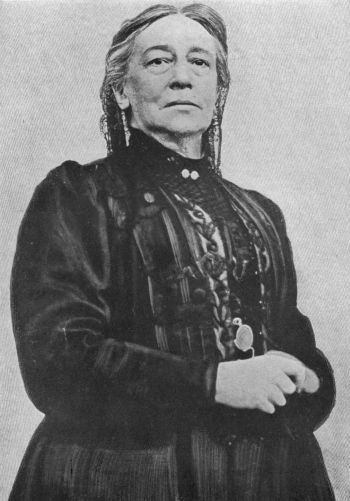
Isabella Augusta Gregory

Lady Isabella Augusta Gregory, născută Isabella Augusta Persse, (n. 15 martie 1852, Loughrea⁠(d), Connacht⁠(d), Irlanda – d. 22 mai 1932, Coole Park⁠(d), Connacht⁠(d), Irlanda) a fost o autoare dramatică și specialistă în folclor irlandeză.
Și-a consacrat viața Renașterii irlandeze. Astfel, împreună cu William Butler Yeats și Edward Martyn, a pus bazele Teatrului Literar Irlandez ("Irish Literary Theatre") și Abbey Theatre, teatrul național al Irlandei, a cărei directoare, regizoare și autoare dramatică a fost.
Piesele sale de teatru au avut ca sursă de inspirație mitologia irlandeză sau au evocat scene din viața cotidiană.

## Scrieri
- 1903: Poeți și visători ("Poets and Dreamers")
- 1904: Noutăți împrăștiate ("Spreading the News")
- 1907: Răsăritul lunii ("The Rising of the Moon")
- 1908: Azilul ("The Workhouse Ward")
- 1914: Teatrul nostru irlandez ("Our Irish Theatre").